# Željka Radanović
Željka Radanović (* 14. November 1989 in Bijelo Polje) ist eine montenegrinische Fußballspielerin.

## Karriere
Radanović spielte bis 2011 für den FK Mašinac Niš und nahm mit diesem in der Saison 2010/2011 in der UEFA Women’s Champions League teil. Im Sommer 2011 verließ sie Montenegro und wechselte zum ŽFK Spartak Subotica in die serbische Prva Ženska Liga.

### International
Seit Januar 2012 ist Radanović Nationalspielerin für die Montenegrinische Fußballnationalmannschaft der Frauen.